# Le Tout Dernier Jour
Pour plus de détails, voir Fiche technique et Distribution.
Le Tout Dernier Jour (Самый последний день) est un film soviétique réalisé par Mikhaïl Oulianov, sorti en 1972,.

## Fiche technique
- Photographie : Elizbar Karavaiev
- Musique : Isaak Schwarz
- Décors : Ippolit Novoderejkine
- Montage : Tamara Zoubrova